# Picea meyeri
{{#ifeq:0|0|{{#if:|{{#if:Piceameyeri|[[]}}|}}}}
Picea meyeri (ялина Меєра, кит.: 白扦) — вид роду ялина родини соснових.

## Поширення, екологія
Країни проживання: Китай (Хебей, Внутрішня Монголія, Шеньсі, Шаньсі). Це субальпійський і високогірний вид, що трапляється на висотах від 1600 м і 2700 м над рівнем моря, часто обмежується північними схилами гір. Ґрунти частково гірські коричневі, як правило, опідзолені і не вапняні. Клімат холодний, континентальний, особливо в західній частині ареалу, з помірною річною кількістю опадів (від 500 до 800 мм). Росте в чистих насадженнях або в суміші з Picea wilsonii, Abies nephrolepis і Larix gmelinii, з останнім на висоті більше 2100 м над рівнем моря на Утайшань.

## Опис
Це дерева до 30 м заввишки і 60 см діаметра на рівні грудей, з конічною кроною. Кора сіро-коричнева, з лущенням. Листя злегка зігнуте, не гостре, розміром 13–30 × 2 мм. Насіннєві шишки зелені, а коли зрілі — коричнево-жовті, довгасто-циліндричні, розміром 6–9 × 2,5–3,5 см. Насіння обернено-яйцювате, довжиною 3,5 мм з 10 мм крилами. Запилення відбувається в квітні, насіння дозріває у вересні-жовтні.

## Використання
Ялина Меєра є важливим джерелом деревини в північній частині Китаю, вирубка відбувається як з природних насадженнях так і з плантацій. Деревина використовується для житлового будівництва та іншого будівництва, напр., пішохідних мостів, стовпів, меблів, а також, зокрема деревина з плантацій, для деревної маси, що використовується в промисловому виробництві. Цей вид використовується для залісення і як декоративне дерево в дендраріях, парках і великих садах в Китаї та (як садове дерево тільки) в Європі та Північній Америці.

## Загрози та охорона
Подальша втрата середовища існування, вирубка і знищення лісів задля сільського господарства, ймовірно, будуть найбільш серйозними загрозами. Зустрічається в кількох охоронних районах. Заборона на лісозаготівлю введена китайським урядом в 2002 році повинна сприяти скороченню майбутніх втрат чисельності виду.